# Tour de Vésone
La tour de Vésone est le vestige d'un temple gallo-romain consacré à Vesunna, la déesse tutélaire des Pétrocores. Le sanctuaire fut édifié au Ier ou IIe siècle. Vesunna, était le nom gallo-romain de Périgueux, dans le département de la Dordogne, en région Nouvelle-Aquitaine.

## Présentation
La tour de Vésone se situe en Périgord, au centre du département de la Dordogne, au sud de Périgueux, dans le quartier dit de Vésone, en bordure de la ligne de chemin de fer Périgueux - Brive. C'est une tour ronde d'un diamètre extérieur de 19,60 mètres et d'une hauteur actuelle de 24,46 mètres située dans un jardin public, le jardin de Vésone, 50 mètres à l'ouest du musée Vesunna qui renferme les vestiges de la domus des Bouquets. Une brèche large de près de neuf mètres éventre son côté est.

## Histoire

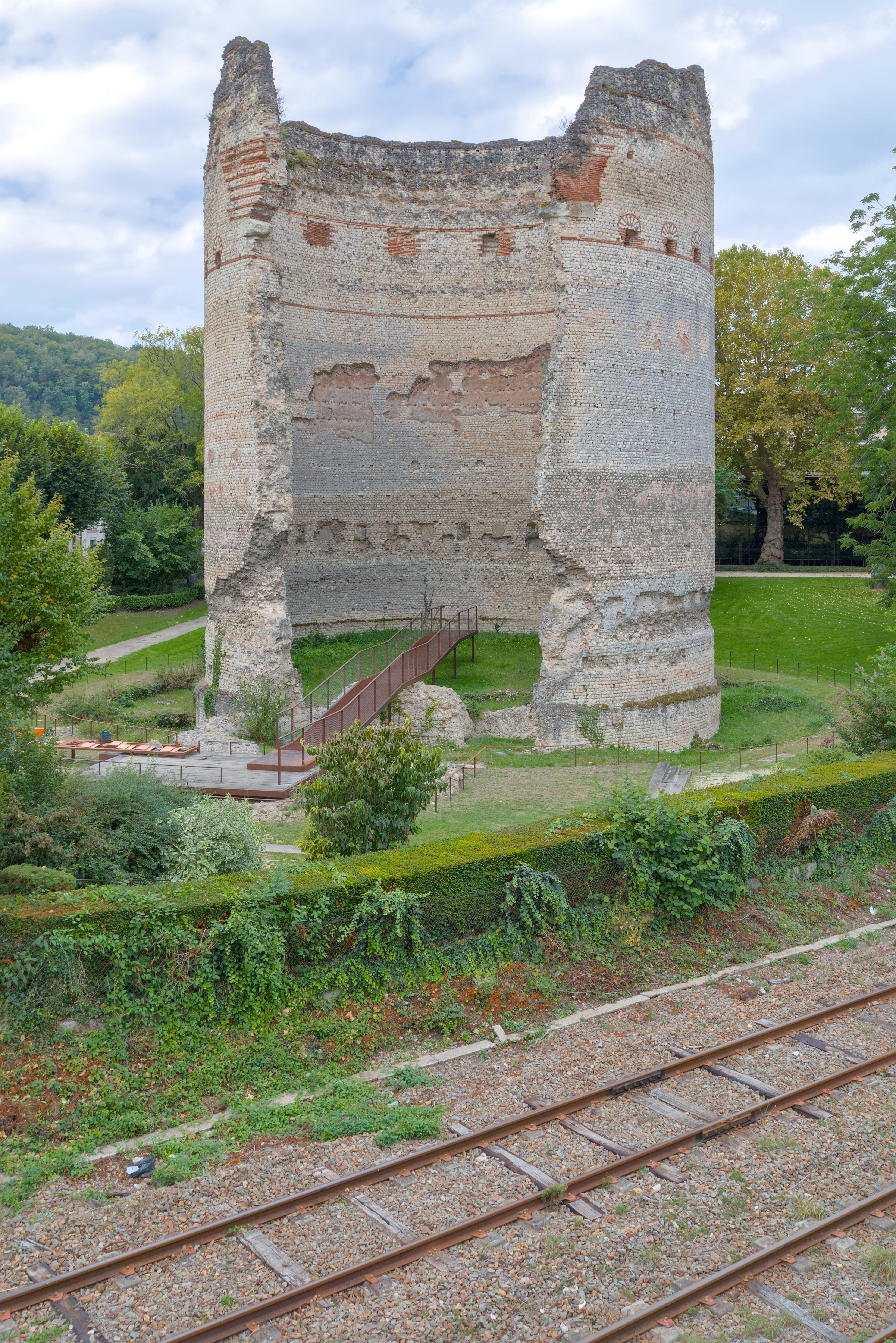
La ligne ferroviaire passe à côté de la tour.

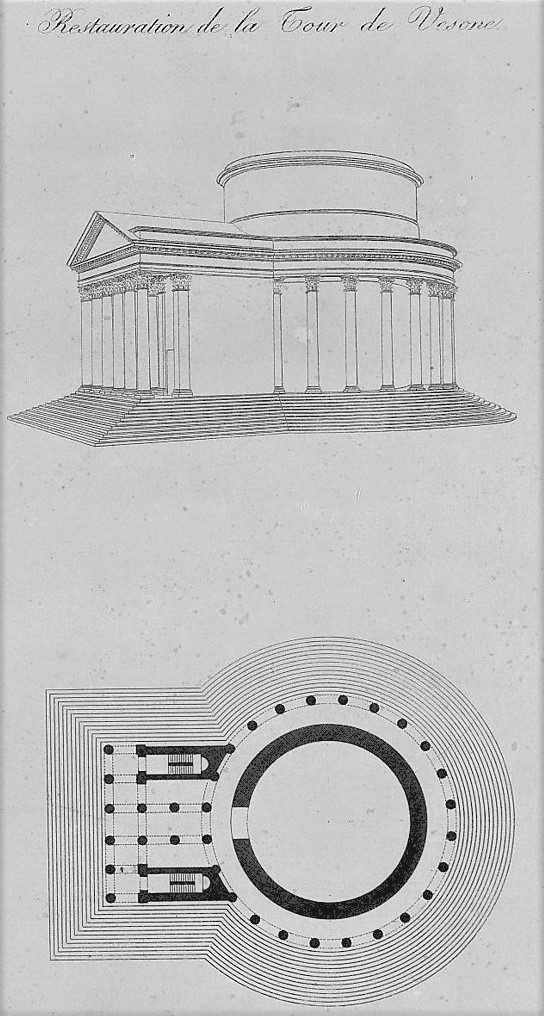
Proposition de restauration du temple de Vésone par le comte Wlgrin de Taillefer, dans les Antiquités de Vésone,
tome 1, planche IV.

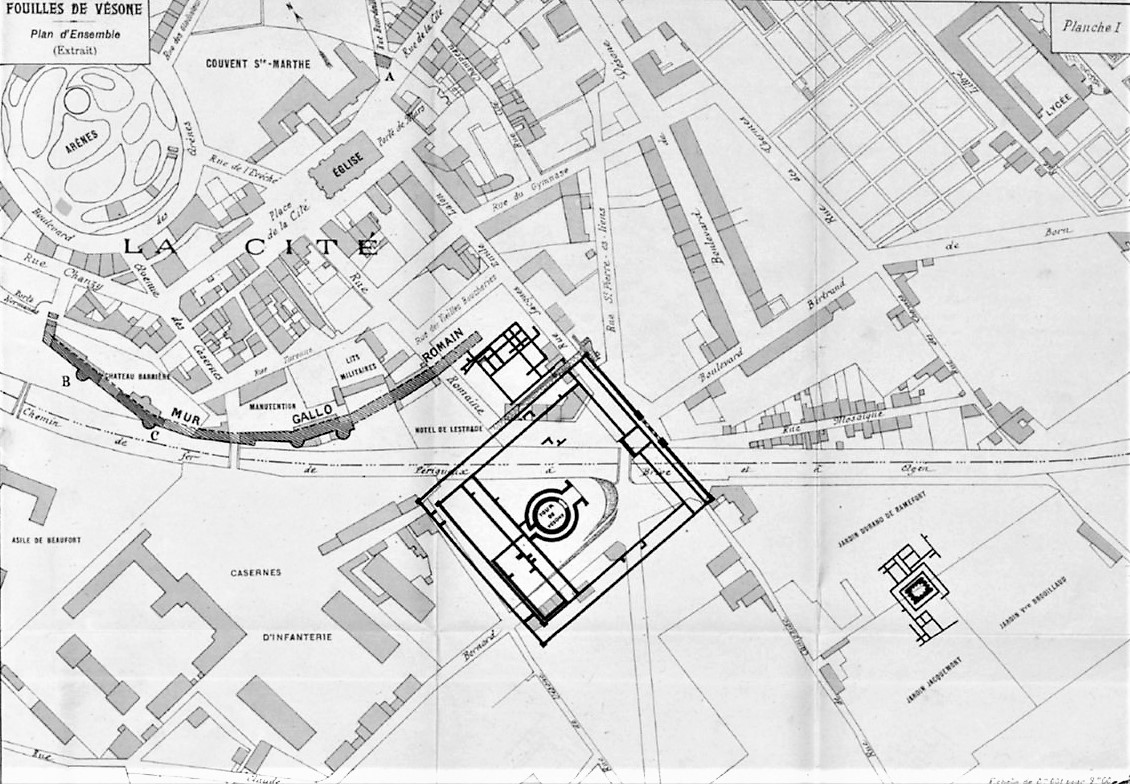
Fouilles de Vésone en 1908.

La tour est le vestige d'un temple gallo-romain construit au IIe siècle ou peut-être à la fin du Ier siècle.
Selon la légende, saint Front, en chassant de son bâton les démons qui se  réfugiaient dans la tour, aurait créé la brèche. En réalité, celle-ci serait consécutive au retrait des gros blocs formant la porte d'entrée, entraînant l'écroulement de la partie haute.
Les premières fouilles à l'intérieur de la tour de Vésone ont été entreprises par Mgr Machéco de Prémeaux. Elles ont été arrêtées en 1751 à la suite d'une panique des ouvriers. Elles sont reprises par le comte de Taillefer et Joseph de Mourcin, en 1820, à l'intérieur et l'extérieur de la tour. Ils ont découvert la base du mur circulaire qui enveloppe la tour. Ils ont reconnu que la tour était la cella d'un temple. Ce mur de 2 m d'épaisseur est placé à 4,55 m du parement extérieur de la tour. Le comte de Taillefer a supposé qu'il devait soutenir un péristyle. Il a proposé une restitution dans Les antiquités de Vésone, tome 1.
En 1833, le site, propriété du comte Wlgrin de Taillefer, est cédé à sa mort à la ville de Périgueux. En 1846, la tour est classée monument historique.
La construction de la ligne de chemin de fer Périgueux - Brive, mise en service en 1860, et l'aménagement des rues avoisinantes entraînent la destruction des vestiges de la vaste enceinte qui protégeait le temple.
En 1894, la ville de Périgueux a acquis le jardin au milieu duquel s'élève la tour pour y installer un square archéologique. Elle a fait exécuter des travaux de fouilles qui ont confirmé les découvertes du comte de Taillefer, l'interruption du mur circulaire du côté opposé à la brèche par une construction en gros blocs reliée à un vaste ensemble de bâtiments à l'ouest du temple. L'intérieur de la tour a été déblayé jusqu'au niveau du dallage antique. C'est au cours des fouilles menées par Charles Durand dans les années 1906-1909 que le péribole du temple a été dégagé avec ses galeries et le péristyle par lequel se faisait l'entrée dans la cour du temple.
Fondée sur le rocher, la tour de Vésone est tout ce qui reste du temple, ce qui lui donne une hauteur de 27 m à partir de ce niveau. Le mur a une épaisseur de 2,10 m à la base et 1,80 m à partir d'un retrait de soubassement visible au-dessus du sol actuel. À ce niveau, le diamètre intérieur de la tour est de 17,10 m.
Le comte de Taillefer a supposé que ce temple était dédié à Isis, mais les inscriptions conservées dans le musée d'Art et d'Archéologie du Périgord montrent que le temple était dédié à la déesse tutélaire de Vésone, « Tute[lae] A[u(gustae) Vesunnae ». Comme l'indique Camille Jullian dans le tome 1 des Inscriptions romaines de Bordeaux, « le culte de Tutela a une origine toute romaine et il consiste à adorer sous ce nom le dieu inconnu qui protège un peuple, une ville, un individu, la divinité sous la tutelle de qui on est placé... Ici se marque la principale caractéristique du culte des Tutelles : ce sont des divinités de villes, non de peuples... Cela est bien indiquée par les inscriptions : aucune n'est dédiée Tutelae populi, civitatis, mais simplement Tutelae, Tutelae augustae... TVTELAE VESUNNAE, dans l'inscription si connue de Périgueux, doit se traduire non pas par « à la tutelle de Vésone » mais par, « à la Tutelle, Vésone » ».
Pour Émile Espérandieu, c'est bien le cas de la tour de Vésone. On ignore ce qu'était Vesunna dont les Pétrocores avaient fait leur Tutèle. Il faut probablement voir en elle une déesse-fontaine comparable  au dieu Nemausus qui avait donné son nom à la ville de Nîmes et à l'ensemble de la civitate. Le bas-relief trouvé au sud-ouest du château Barrière représente une panthère assise avec une inscription TVT///// A/////.

## Architecture

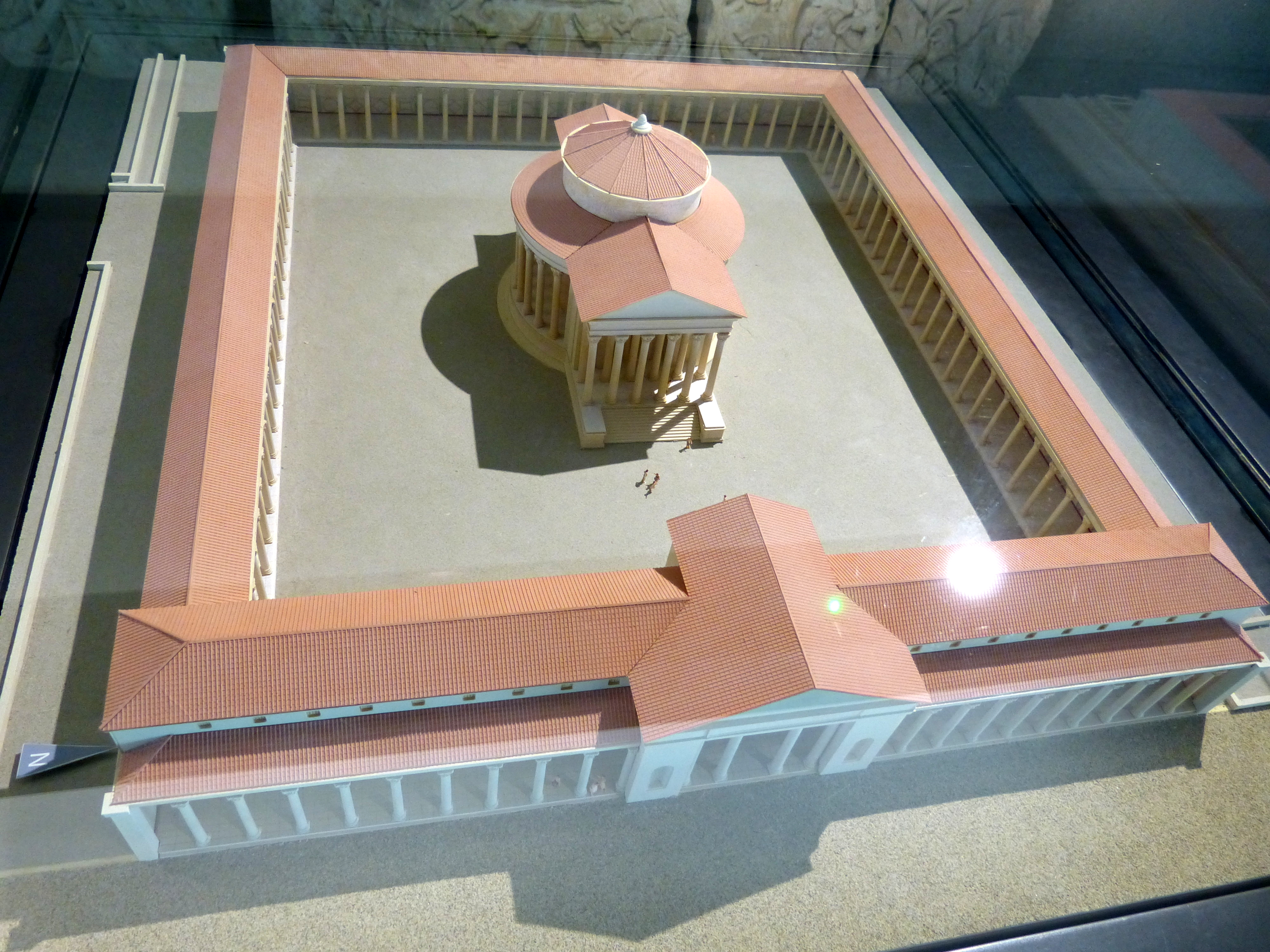
Maquette proposant une reconstitution du temple (musée Vesunna).

L'architecture du temple est une combinaison de deux influences culturelles : le fanum celtique, au corps circulaire (ou carré) entouré d'une galerie basse, et le modèle de temple romain avec un pronaos à colonnes ouvrant sur une cella. Cette synthèse illustre la fusion culturelle, à la fois romanisation et persistance de tradition locale.
À l'origine, un péribole rectangulaire délimitait un espace de plus d'un hectare et demi (141 m sur 122) au centre duquel se dressait un temple gallo-romain surélevé par un podium auquel on accédait par un pronaos rectangulaire à 6 colonnes. Entourée d'un péristyle de 23 colonnes, la tour circulaire en était la cella, la partie la plus sacrée du temple.

## Galerie de photos

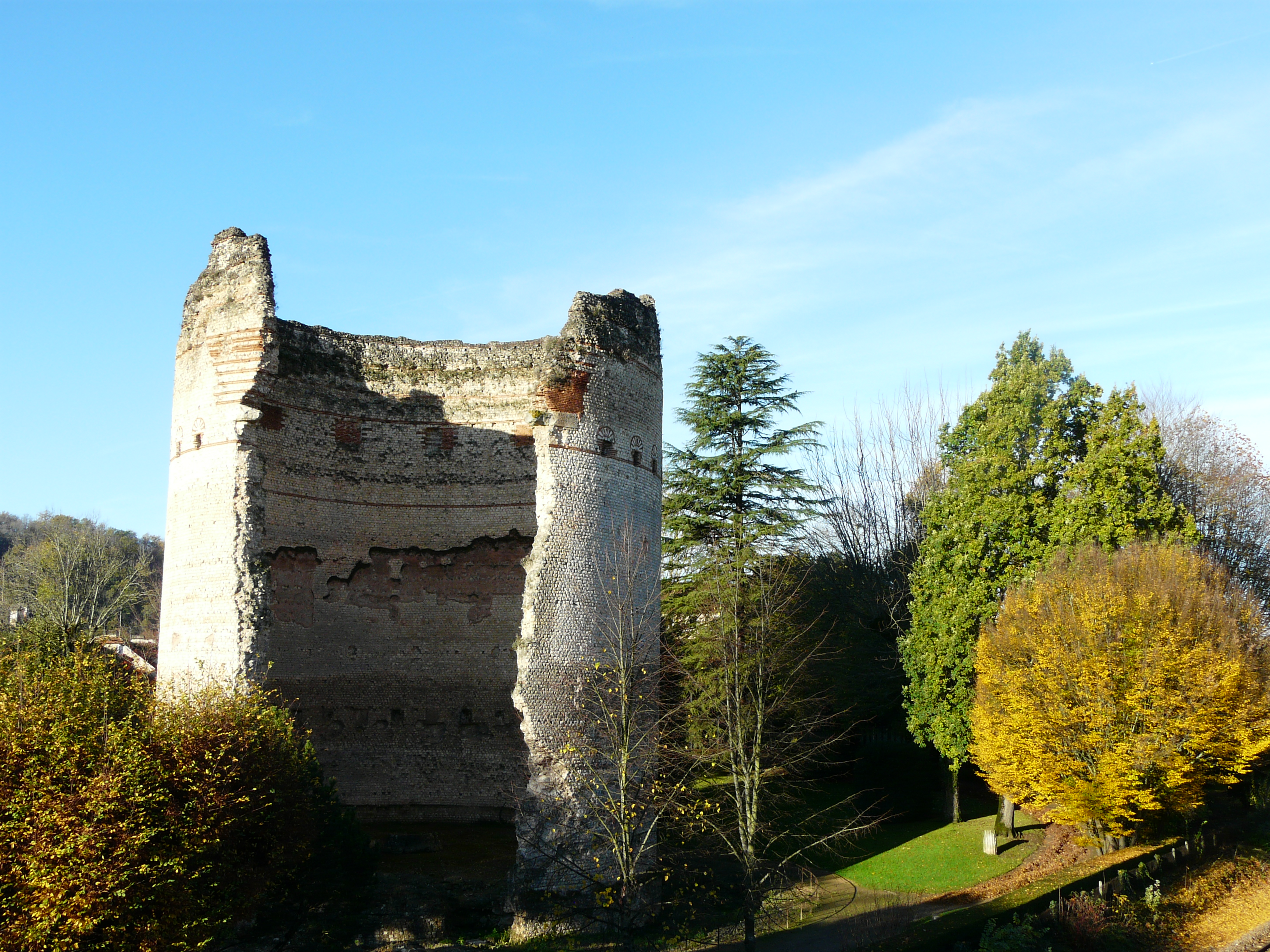
La tour et son parc.
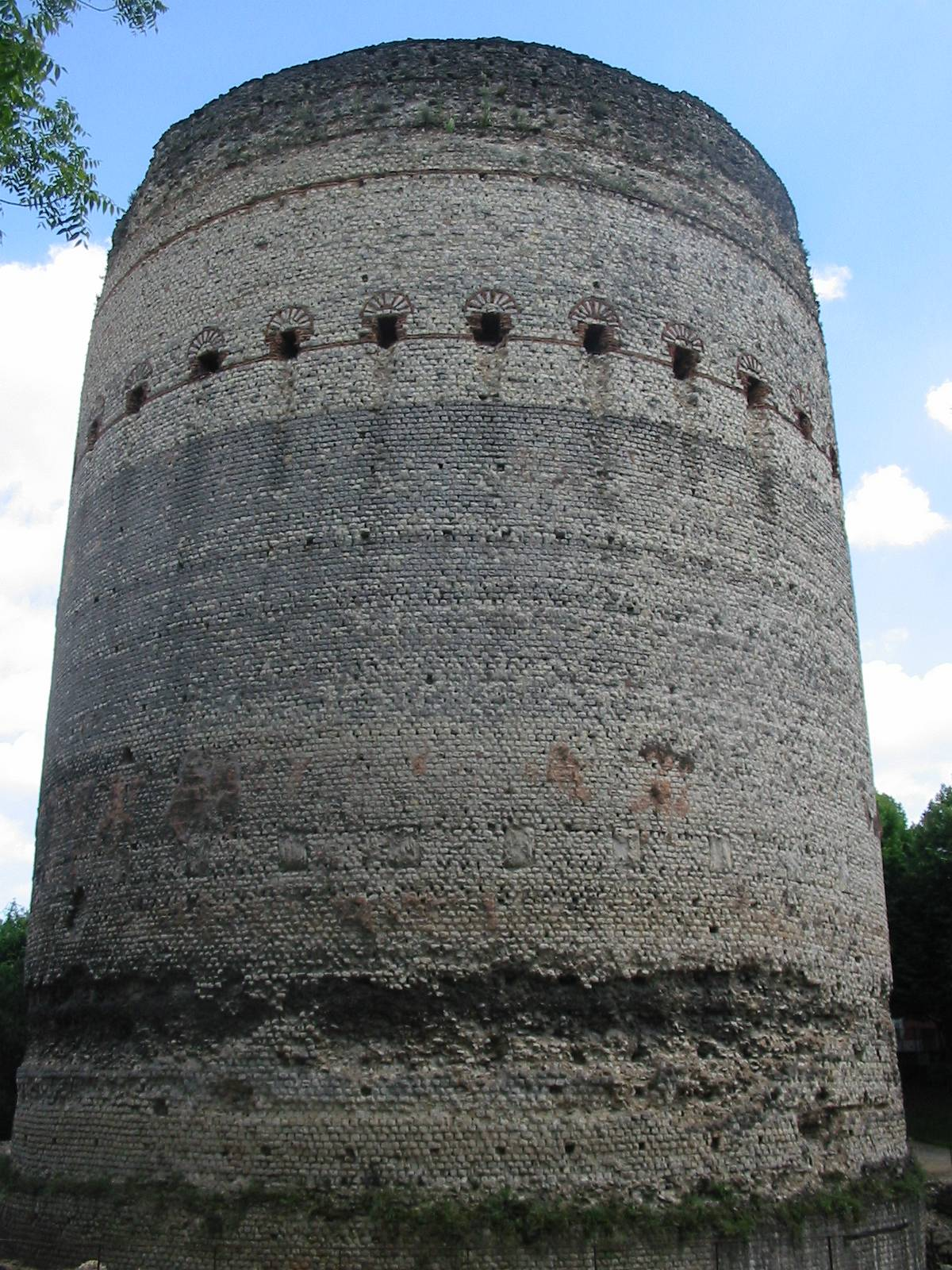
Côté ouest.
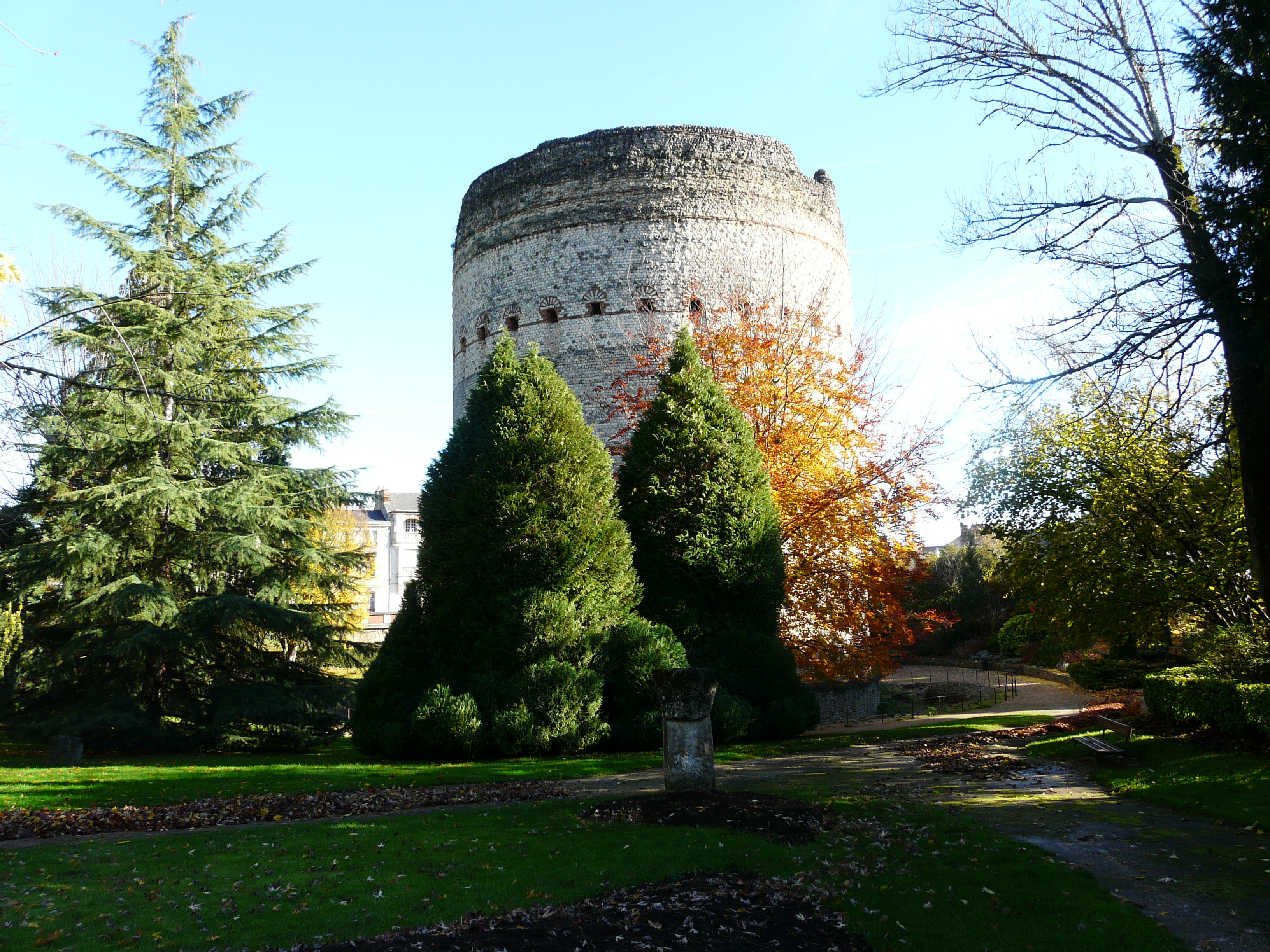
Côté ouest, dans le jardin de Vésone.
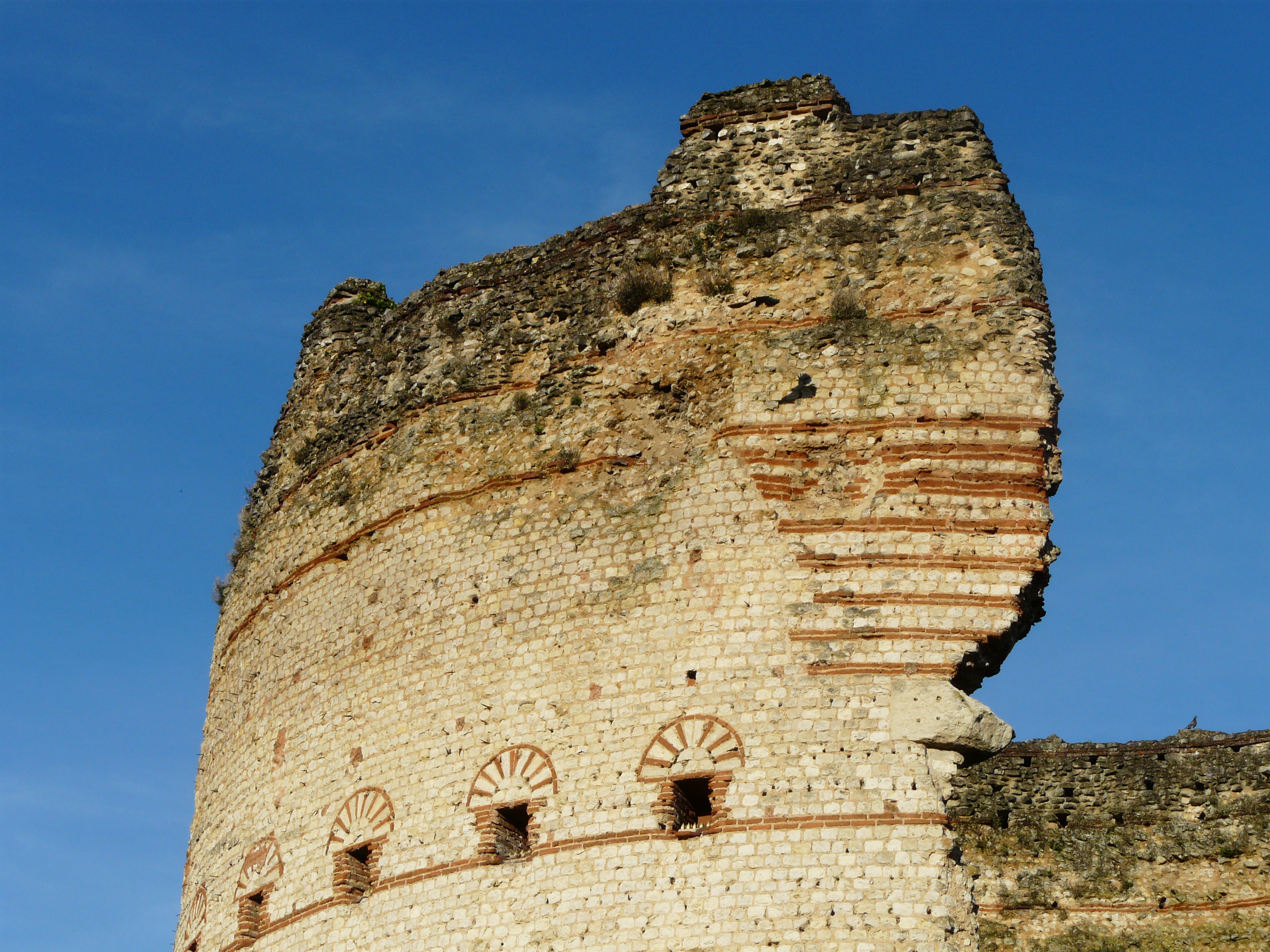
Détail du sommet de la tour.
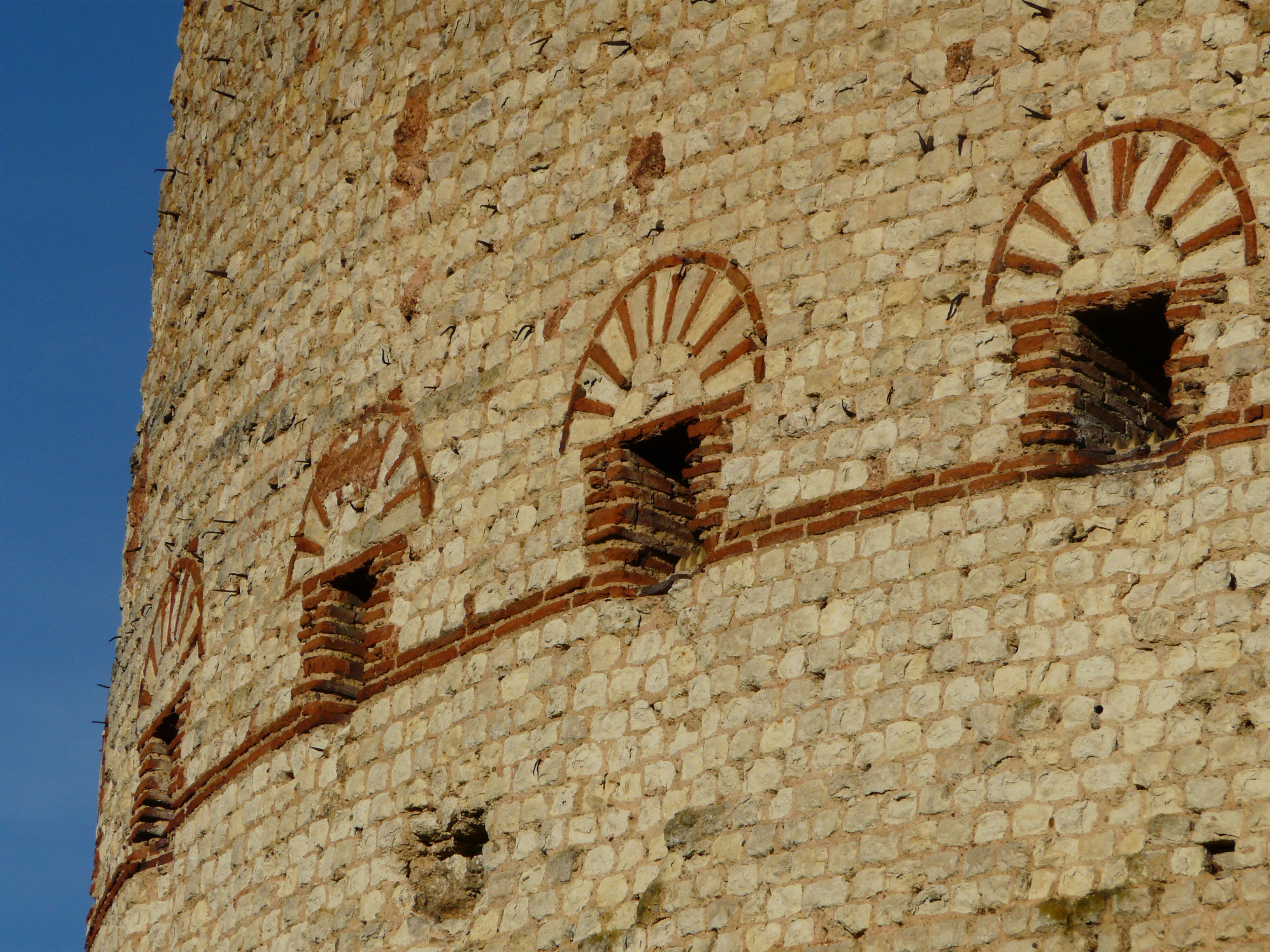
Détail des cavités en briques.
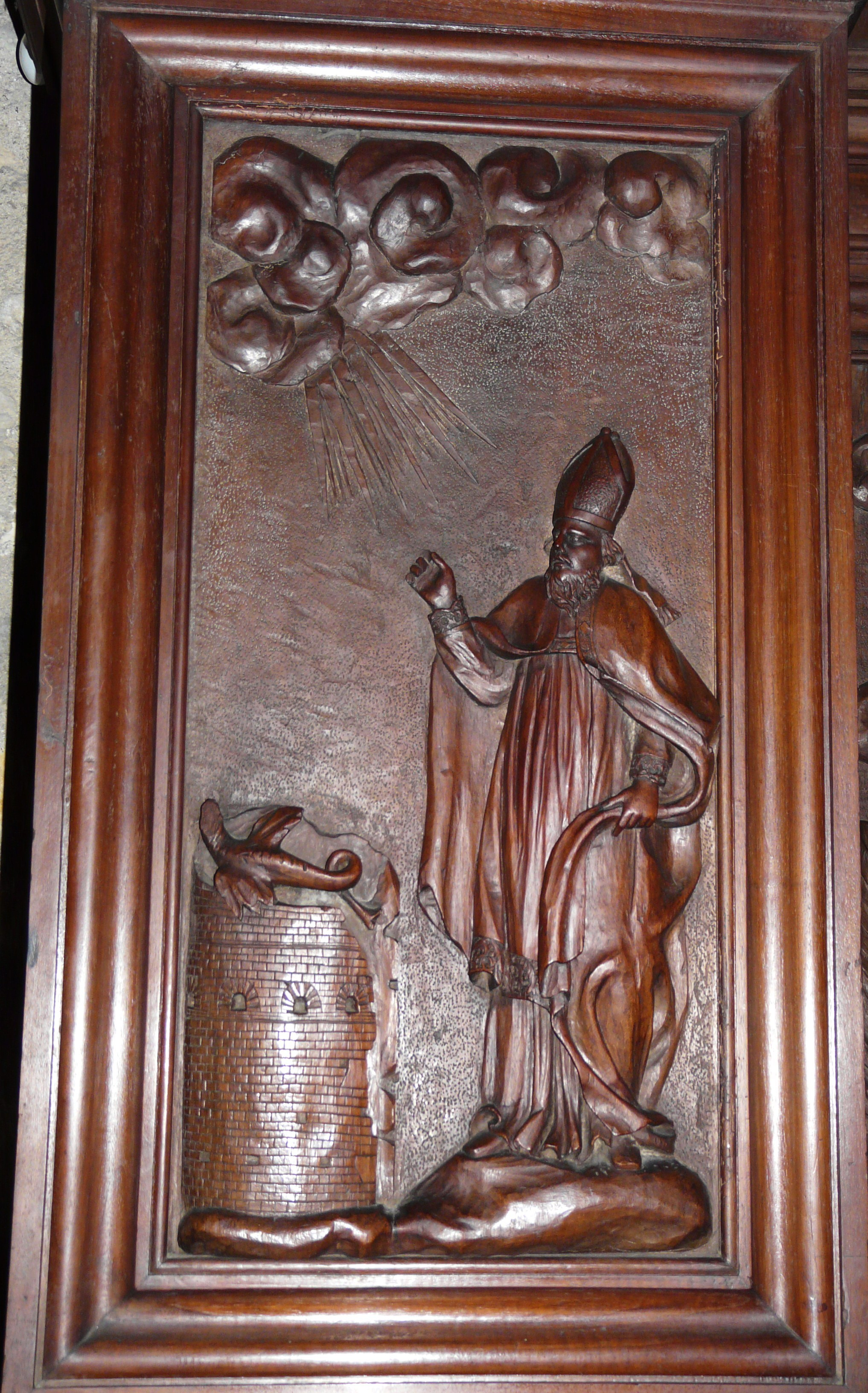
Saint Front face à un dragon de la tour de Vésone (panneau du retable de l'église Saint-Étienne-de-la-Cité).